# Маркин, Александр Викторович (легкоатлет)
Алекса́ндр Ви́кторович Ма́ркин (род. 8 сентября 1962, Лосино-Петровский) — советский и российский легкоатлет, специалист по барьерному бегу. Выступал за сборные СССР, СНГ и России по лёгкой атлетике в 1986—1993 годах, многократный победитель и призёр первенств национального значения, эксрекордсмен страны, участник летних Олимпийских игр в Сеуле. Представлял Москву и ЦСКА. Мастер спорта СССР международного класса. Тренер по лёгкой атлетике.

## Биография
Александр Маркин родился 8 сентября 1962 года в городе Лосино-Петровский, Московская область.
Начал заниматься лёгкой атлетикой в 1971 году, проходил подготовку в Москве в столичном ЦСКА.
Впервые заявил о себе на взрослом всесоюзном уровне в сезоне 1986 года, когда выиграл бронзовую медаль в беге на 110 метров с барьерами на чемпионате СССР в Киеве. Попав в состав советской национальной сборной, выступил на Играх доброй воли в Москве, где стал пятым, и на чемпионате Европы в Штутгарте, где дошёл до стадии полуфиналов. По итогам сезона удостоен почётного звания «Мастер спорта СССР международного класса».
В 1987 году в беге на 60 метров взял бронзу на зимнем чемпионате СССР в Пензе, стартовал на чемпионате Европы в помещении в Льевене. В беге на 110 метров с барьерами стал бронзовым призёром на летнем чемпионате СССР в Брянске, выступил на чемпионате мира в Риме.
В 1988 году добавил в послужной список серебряную награду, полученную в барьерном беге на 60 метров на зимнем чемпионате России в Волгограде, тогда как на Мемориале братьев Знаменских в Ленинграде установил национальный рекорд СССР в барьерном беге на 110 метров — 13,20. Благодаря череде удачных выступлений удостоился права защищать честь страны на летних Олимпийских играх в Сеуле — благополучно преодолел предварительный квалификационный этап, но дальше четвертьфинала пройти не смог.
После сеульской Олимпиады Маркин остался в составе советской легкоатлетической команды и продолжил принимать участие в крупнейших международных стартах. Так, в 1989 году он был вторым на зимнем чемпионате СССР в Гомеле, выступил на чемпионате мира в помещении в Будапеште.
В 1991 году взял бронзу на зимнем чемпионате СССР в Волгограде.
В 1992 году одержал победу на зимнем чемпионате СНГ в Москве, в составе Объединённой команды, собранной из спортсменов бывших советских республик, отметился выступлением на чемпионате Европы в помещении в Генуе.
После распада Советского Союза на международных стартах ещё в течение некоторого времени представлял российскую национальную сборную. В частности, в 1993 году выиграл зимний чемпионат России в Москве и стартовал за Россию на чемпионате мира в помещении в Торонто.
В 1994 году стал серебряным призёром на зимнем чемпионате России в Липецке.
В 1995 году выиграл серебряную медаль на зимнем чемпионате России в Волгограде.
Впоследствии оставался действующим спортсменом вплоть до 1998 года, хотя в последнее время уже не мог бежать быстрее 14 секунд.
Окончил Московский городской педагогический университет (2009), работал тренером по лёгкой атлетике, ЛФК, ОФП в Москве.